# Bulgaria Air
«Болгария Эйр» (болг. България Ер, англ. Bulgaria Air) — пассажирская авиакомпания Болгарии, базируется в столичном аэропорту Софии. Компания является владельцем Himimport Inc. В 2008 году компания перевезла 118 543 пассажира, имела оборот в размере 434 млн левов и прибыль в размере 470 000 левов.
«Болгария Эйр» является главным пассажирским перевозчиком на рынке Болгарии, национальным авиаперевозчиком страны. Авиапарк компании насчитывает 9 самолётов, которые выполняют рейсы в 27 городов в 19 странах. С 20 ноября 2008 года «Болгария Эйр» является членом Международной ассоциации воздушного транспорта.

## История
Авиакомпания была учреждена по приказу Министра транспорта и коммуникаций в ноябре 2002 года в качестве преемника обанкротившейся авиакомпании «Балкан» (раньше: Болгарская гражданская авиация «Балкан»). Первый рейс был совершён 4 декабря 2002 года. Название авиакомпании и эмблема были выбраны по итогам публичного конкурса.
Первоначальный капитал компании составил 30 160 000 левов и был разделён на 30 160 акций. В октябре 2006 года государство продало 30 159 акций «Болгарии Эйр» за 13 млн левов. Таким образом, капитализация компании за 4 года упала на 47 %. Победу в приватизационном конкурсе одержал союз местных авиакомпаний, крупнейшей из которых была «Хемус Эйр», его соперником на конкурсе была итальянская авиакомпания Air One. Хемус Эйр заплатил 6,6 млн евро и обязался инвестировать в предприятие 86 млн евро в течение ближайших пяти лет. Было объявлено о планах по приобретению 15 новых самолётов для расширения маршрутной сети в Болгарии.

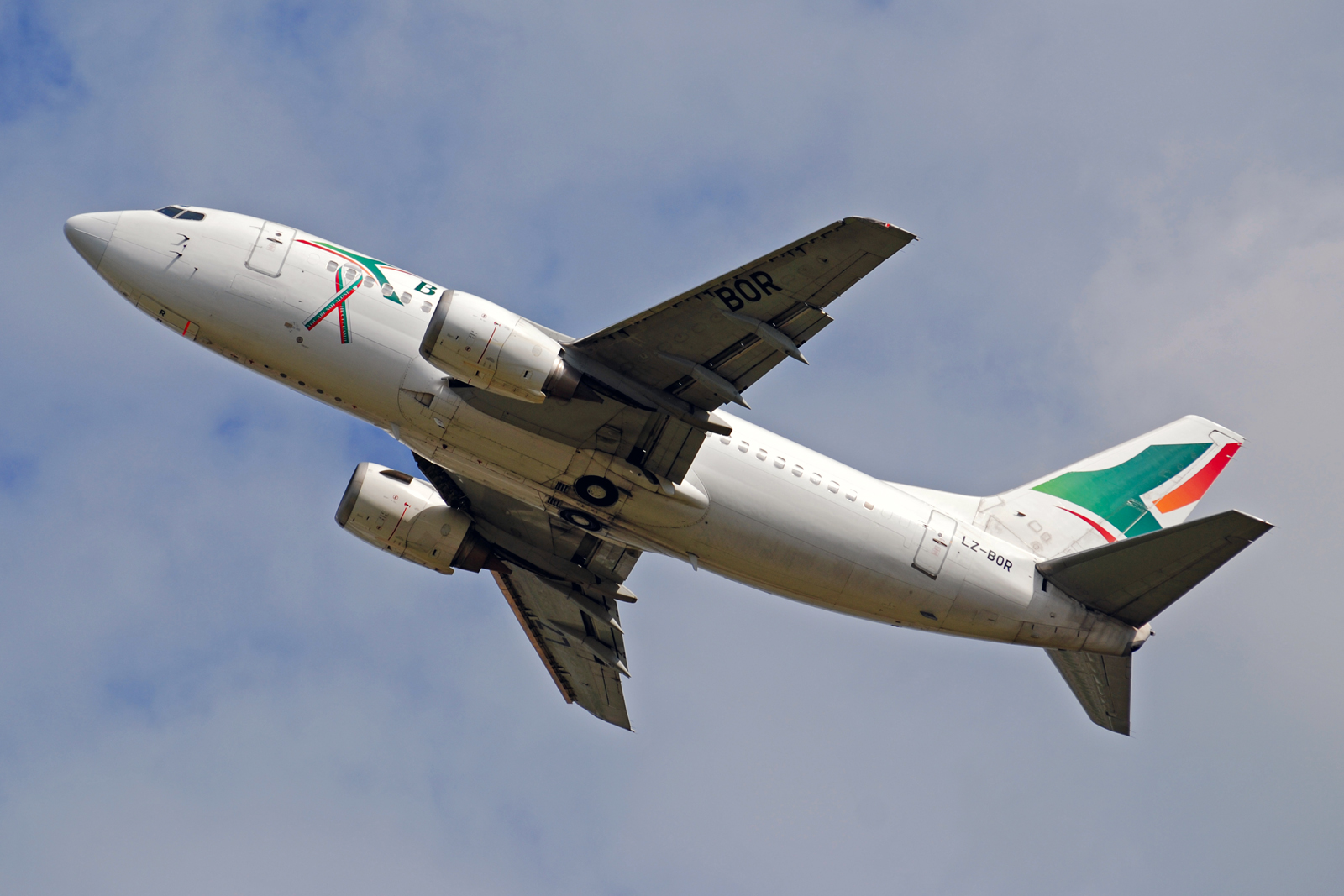
Boeing 737-500

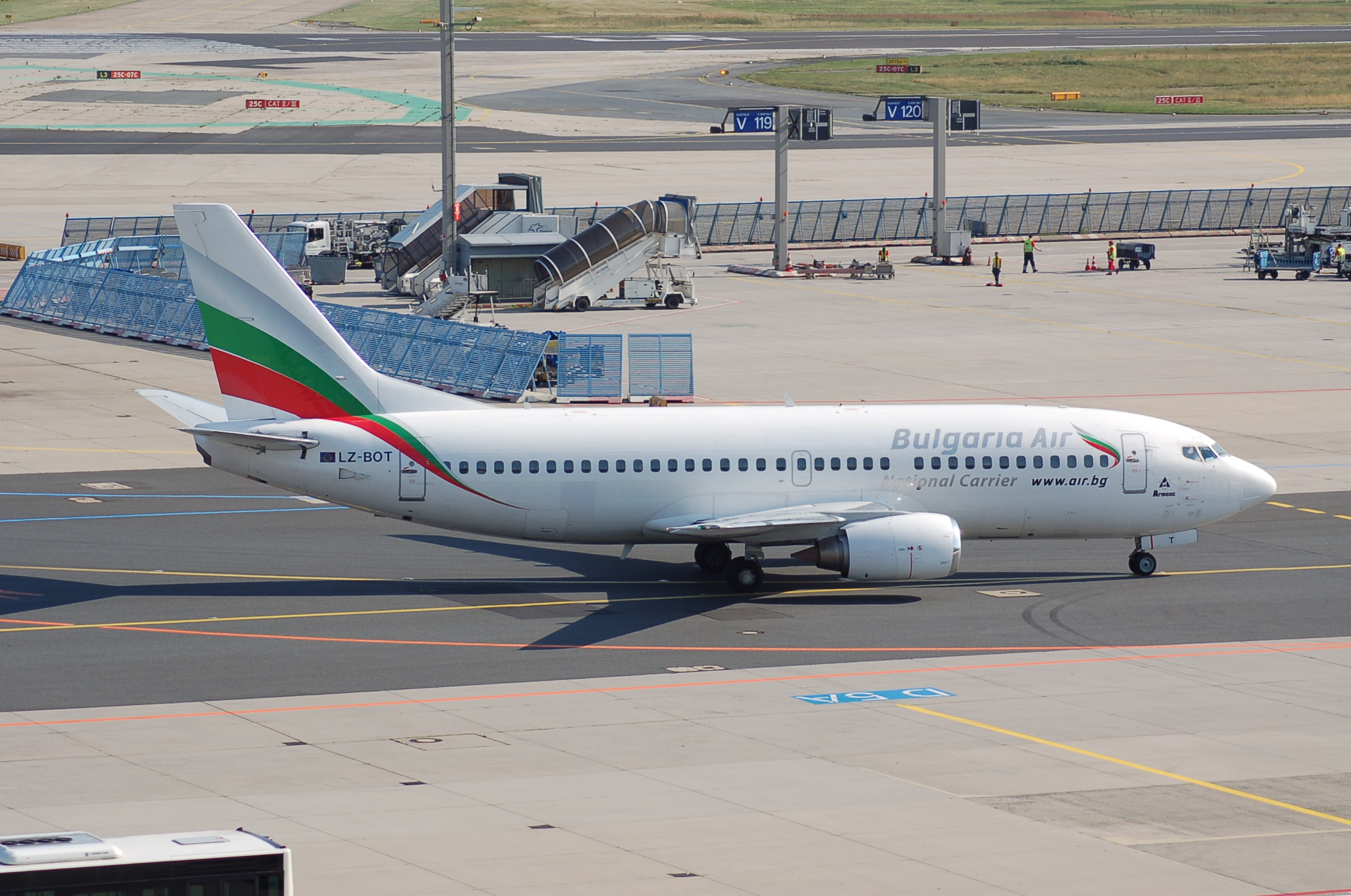
Boeing 737-300

«Хемус Эйр» был выбран привилегированным претендентом на приобретение Болгария Эйр правительством Болгарии. «Хемус» и «Болгария Эйр» уже к этому моменту имели кодшеринговое соглашение на маршруте София—Берлин-Тегель и ожидается, что их расписания и операции будут согласованы.
Партнёры Болгария Эйр: KLM, Air France, Brussels Airlines, Czech Airlines, El Al, LOT Polish Airlines, Malev Hungarian Airlines, Virgin Atlantic, Austrian Airlines, Alitalia, Air One и Аэрофлот.

## Флот
Флот Болгария Эйр
- 2 Airbus A319-110,
- 5 Airbus  A320-200,
- 4 Embraer E190,
- 5 Airbus A220-300
- 2 Airbus A-220-100

## Заказано
- 5 Airbus A220-300 (Поставки начнутся в 2023 году).
- 2 Airbus A220-100 (Поставки начнутся в 2024 году).